# Vestre Skole (Silkeborg)
 For alternative betydninger, se Vestre Skole. (Se også artikler, som begynder med Vestre Skole)
Vestre Skole er en folkeskole som ligger i Silkeborg. Den blev oprettet i 1933.